# François de L'Hospital
Pour les articles homonymes, voir L'Hospital (homonymie).
François de L'Hospital (ou de L'Hôpital), seigneur du Hallier et de Beynes (1630), comte-duc de Rosnay (août 1651) et pair de France, né en 1583 et décédé à Paris le 20 avril 1660, est un gentilhomme et militaire français des XVIe et XVIIe siècles. Il participe à la guerre de Trente Ans, sous le règne de Louis XIII et est fait maréchal de France en 1643.

## Biographie

### Origines et famille
Fils cadet de Louis de L'Hospital et de Françoise de Brichanteau, fille de Nicolas de Brichanteau, seigneur de Brichanteau, de Beauvais-Nangis, de Gurcy, etc. chevalier de l'ordre du Roi et de Jeanne d'Aguerre.
François de L'Hospital est le frère cadet de Nicolas de L'Hospital.
Il épouse Charlotte des Essarts le 4 novembre 1630, puis Françoise Mignot (1624-1711) le 25 août 1653, veuve de Pierre de Portes, seigneur d'Amblérieu (qui épousera ensuite le 14 septembre 1672 à Paris, morganatiquement (?), Jean II Casimir Vasa), sans postérité.

### Fonctions religieuses
Destiné à l'état ecclésiastique, abbé de Sainte-Geneviève de Paris, puis nommé à 14 ans évêque commendataire de Meaux, par Henri IV de France à Amiens le 13 juillet 1597, il renonce à cet état pour celui des armes en 1602 et résigne son bénéfice ecclésiastique en faveur de Jean de Vieuxpont

### Carrière militaire
Successivement enseigne puis sous-lieutenant des gendarmes de la garde en 1615, pourvu de la seconde compagnie des gardes du corps en 1617, il est fait chevalier de Ordre de Saint-Michel en 1619. Maréchal de camp en 1621, il devient gouverneur de la Bastille en 1622 puis il suit les sièges de Royan, Montpellier, puis celui de La Rochelle en 1628, c'est lui qui signa les articles de la capitulation des Rochelais au nom du roi. En 1629, il accompagne le maréchal Armand Nompar de Caumont dans ses campagnes d'Italie, Lorraine et Languedoc, jusqu'en 1633 ; entre-temps il devient capitaine-lieutenant des Gendarmes de la Garde en 1632. Il sert aussi en Flandre en Allemagne, et fait en 1637 lieutenant général. Gouverneur de Lorraine en 1639, il continue les campagnes à la tête des armées de Lorraine (siège du château de Clémery en 1635, siège de la place de Jonvelle en 1639, battu à Liffol-le-Grand et obligé de lever le siège de La Mothe-en-Bassigny en 1642). Gouverneur de Champagne, conseiller d'honneur avec voix et séance au Parlement en 1643.
Maréchal de France le 20 avril 1643. Il commanda l'aile gauche à la Bataille de Rocroi sous Louis II de Bourbon-Condé Il se démet en 1647 de la compagnie des gendarmes de la garde, et devient gouverneur de Paris en 1649. En 1655 retiré des champs de bataille il devient gouverneur général de Champagne.
Il meurt à Paris le 20 avril 1660, à l'âge de 77 ans.

## Armoiries
| Figure | Blasonnement |
|        | Armes de la famille de L'Hospital De gueules, à un coq d'argent, crêté, membré et barbé d'or, portant au col un écusson d'azur, ch. d'une fleur-de-lis d'or. |
|        | Armes du duc de Rosnay Ecartelé : au I, semé de fleurs de lys d'or à un lambel à quatre pendants de gueules brochant (Anjou-Sicile), au II, d'or à quatre pals de gueules (Aragon) ; III, parti, a, de sable à deux léopards d'or, l'un sur l'autre (Rouhault), b, coupé, 1 burelé d'or et de gueules (Volvire-Ruffec), 2, de gueules à neuf macles d'or ordonnées 3, 3, 3, un lambel d'argent brochant (Rohan-Montauban) ; IV, de gueules à une croix ancrée de vair (La Châtre) ; sur-le-tout de gueules, à un coq d'argent, crêté, membré et barbé d'or, portant au col un écusson d'azur, chargé d'une fleur-de-lis d'or (L'Hôpital). |

## Ascendances et descendances
- Louis Gallucio de L'Hospital , marquis de Vitry, chevalier des ordres du Roi fils de François de L'Hospital et d'Anne de la Chastre, marié par contrat du 18 août 1580 à Françoise de Brichanteau, fille de Nicolas de Brichanteau, seigneur de Brichanteau, de Beauvais-Nangis, de Gurcy, etc. chevalier de l'ordre du Roi et de Jeanne d'Aguerre eurent :
- Louise L'Hospital, mariée avec Denis Amelot
- Nicolas de L'Hospital (1581-1644)
- François de L'Hospital (1583-1660) dont il est question dans cet article
- Antoinette L'Hospital ( -1669), mariée avec Charles De Lévis (1600-1662)